# Mątawy
Mątawy is een plaats in het Poolse district  Świecki, woiwodschap Koejavië-Pommeren. De plaats maakt deel uit van de gemeente Nowe en telt 389 inwoners.